# Ulotrichopus sumatrensis
Ulotrichopus sumatrensis là một loài bướm đêm trong họ Erebidae.